# Ordre du Verbe incarné
L'ordre du Verbe incarné et du Très-Saint-Sacrement est un ordre monastique féminin de droit pontifical fondé en France au XVIIe siècle.
Les Religieuses du Verbe incarné (en espagnol : Religiosas del Verbo Encarnado), congrégation de l'ordre du Verbe incarné au XIXe siècle, font suivre leurs noms des initiales C.V.I..

## Historique

### Création
L'ordre est créé en 1625 quand la vénérable Jeanne Chézard de Matel (1596 à Roanne au château de Matel, 1670) ouvre, avec l'aide de Denis de Marquemont, archevêque de Lyon, une maison d'éducation pour jeunes filles à Roanne et fonde une communauté religieuse pour s'en occuper.
L'habit des religieuses à cette époque était constitué d'une tunique blanche, d'une ceinture, d'un manteau et de chaussures rouges, ainsi que d'un scapulaire rouge avec au milieu l'emblème de l'ordre : le monogramme du Christ et le Sacré-Cœur entourés d'une couronne d'épines brodés en soie bleue.

### Déménagements, croissance
Deux ans plus tard, la communauté déménage à Lyon, mais Richelieu, le nouvel archevêque, refuse de soutenir la fondatrice qui s'installe donc à Avignon en 1639, où elle est encouragée par les jésuites.
Elle ouvre deux nouvelles maisons ; l'une à Grenoble en 1643 et une autre à Paris en 1644. Les constitutions définitives de l'ordre, basées sur la règle de saint Augustin, sont publiées en 1662. Les religieuses sont vouées à l'instruction des fillettes et des jeunes filles et leurs communautés jouissent chacune de leur autonomie.
En 1668, la fondatrice, qui n'était pas encore religieuse et qui était placée dans un certain isolement par la supérieure de la congrégation, obtient le droit du légat pontifical, le cardinal de Vendôme, de prononcer ses vœux sans avoir effectué de noviciat.
Les années suivant la mort de  la fondatrice, d'autres maisons sont ouvertes à Sarrians en 1683, à Orange en 1687, à Roquemaure et Anduze en 1697.

### Dispersion à la Révolution
Les religieuses sont dispersées pendant la Révolution française qui interdit les ordres religieux, puis finit par bannir le culte catholique pendant la Terreur, le remplaçant par celui de l'Être suprême. Plusieurs religieuses du couvent d'Avignon subissent le martyre.

### Deux continents, deux destinées différentes
En France
Les lois anti-congrégationnistes du petit père Combes suppriment de nouveau les maisons d'éducation de l'ordre en France en 1904. Ne subsistent que trois monastères strictement contemplatifs : celui de Lyon, celui d'Azerables et celui d'Évaux-les-Bains. Puis l'ordre décline.
Amérique
Par contre en Amérique l'ouverture de la maison de Brownsville en 1853 inaugure une ère d'expansion aux États-Unis, pays ouvert à d'immenses vagues d'immigration européenne.

## Amérique: la congrégation des religieuses du Verbe incarné
Sept couvents sont fondés au Texas.
L'ordre est caractérisé par l'autonomie de chacune de ses communautés. Mais le Mexique est traversé alors par de graves persécutions religieuses, avec une situation politique aboutissant à la guerre des Cristeros en 1929. Dans ce contexte, les sœurs cherchent à  mieux gérer les écoles paroissiales qui leur sont confiées pour offrir une meilleure formation, tout en restant fidèles à l'esprit de l'ordre du Verbe incarné et à l'apostolat missionnaire qu'elles souhaitent réaliser. Elles réunissent alors leurs maisons pour former des congrégations à régime centralisé, et s'appellent les « Religieuses du Verbe incarné ». Le décret d'union est approuvé par le Saint-Siège le 28 février 1929.
Le premier institut de nouvelle manière à voir le jour, nommé « Religieuses du Verbe incarné », est celui de Mexico fondé en 1929 ; il réunit les trois maisons mexicaines de Chilapa, Matehuala (es) et Mexico.
D'autres communautés mexicaines s'agrègent à la congrégation, ainsi que celle de Cuba, puis celle de Lyon en 1970.
Elles ne doivent pas être confondues avec les Sœurs de la Charité du Verbe incarné issues de cette famille au milieu du XIXe siècle.

## Activité et diffusion
Les Religieuses du Verbe incarné se vouent à l'éducation chrétienne et à l'instruction de la jeunesse. Elles sont présentes surtout en Amérique (Argentine, États-Unis, Guatémala, Mexique, Uruguay), mais également en Europe (France et Espagne) et en Afrique (Kenya et Tanzanie). Leur maison généralice se trouve à Mexico. (art. « Religieuses du Verbe incarné »)
Elles étaient au 31 décembre 2008, selon l’Annuaire pontifical, au nombre de 419 sœurs réparties dans 58 maisons. (art. « Religieuses du Verbe incarné »)
Les autres congrégations des Sœurs du Verbe incarné dont les maisons sont demeurées sui juris sont celles de Corpus Christi  (56 sœurs) ; Victoria (85 sœurs en 14 maisons) ; Houston (46 sœurs en 9 maisons) ; Cleveland et Guadalajara (64 sœurs en 10 maisons). (art. « Religieuses du Verbe incarné »)
À la fin de l'année 2008, les monastères sui juris de l'ordre sont au nombre de six, avec 126 religieuses. (art. « Ordre du Verbe incarné »).

## Source
- (it) Cet article est partiellement ou en totalité issu de l’article de Wikipédia en italien intitulé « Ordine del Verbo Incarnato e del Santissimo Sacramento » (voir la liste des auteurs).

### Articles liés
- Jeanne Chézard de Matel
- Institut du Verbe incarné
- Religieuses du Verbe incarné
- Sœurs de la Charité du Verbe incarné